# Zucheros
Sam i Andy Zuchero són un duet de cineastes estatunidencs de Topanga (Califòrnia). Han estat fent art junts des de la seva adolescència.
El primer llargmetratge dels Zucheros, Love Me, es va estrenar al Festival de Cinema de Sundance de 2024. La pel·lícula, protagonitzada per Kristen Stewart i Steven Yeun, va rebre el Premi Alfred P. Sloan 2024, atorgat anualment per la Fundació Alfred P. Sloan a "un llargmetratge destacat centrat en la ciència o la tecnologia com a tema, o que representa un científic, un enginyer, un enginyer en matemàtica com a personatge important."

## Carrera
El primer llargmetratge dels Zucheros, Love Me, es descriu com "un romanç de ciència-ficció centr[at] en un satèl·lit i una boia a l'oceà que es tornen cada cop més sensibles i s'enamoren al llarg de milers de milions d'anys". La producció va tenir lloc a Alberta, Canadà; Vancouver, Canadà; i les Dunes de Dumont de Califòrnia abans de rodar seccions de la pel·lícula en un escenari sonor. Per a les seccions de l'escenari sonor, els Zucheros van treballar amb el dissenyador de producció Zazu Myers per construir un conjunt circular. La partitura de la pel·lícula va ser escrita per David Longstreth, el cantant principal i guitarrista de The Dirty Projectors. Love Me fou estrenada al Festival de Cinema de Sundance de 2024 i es va estrenar a les sales el 31 de gener de 2025.

## Filmografia
| Any  | Títol   | Director | Escriptor | Notes | Ref.  |
| ---- | ------- | -------- | --------- | ----- | ----- |
| 2024 | Love Me | Yes      | Yes       |       | [ 1 ] |

## Reconeixements
| Any  | Premi                 | Obra nominada | Resultat  | Ref.  |
| ---- | --------------------- | ------------- | --------- | ----- |
| 2024 | Premi Alfred P. Sloan | Love Me       | Guanyador | [ 6 ] |